# مجلس ایالتی بایرن
مجلس ایالتی بایرن که در آلمانی با نام لندتاگ بایرن (به آلمانی: Bayerischer Landtag) شناخته می‌شود، مجلس قانون‌گذاری ایالت بایرن در آلمان است. جلسه پارلمان در ساختمان ماکسیمیلیانیوم مونیخ برگزار می‌شود.
انتخابات مجلس ایالتی بایرن هر پنج سال یکبار و باید در روز یکشنبه یا تعطیل رسمی برگزار شود. زمان انتخابات بین ۵۹ تا ۶۲ ماه بعد از انتخابات قبلش تعیین می‌شود، مگر اینکه مجلس ایالتی منحل شده باشد. آخرین انتخابات برای مجلس ایالتی بایرن در ۱۴ اکتبر ۲۰۱۸ برگزار شد.
دولت فعلی ایالت بایرن که پس از انتخابات ۲۰۱۸ تشکیل شد، ائتلافی از اتحادیه سوسیال مسیحی (CSU) و رای‌دهندگان آزاد (FW) است. مارکوس زودر از مارس ۲۰۱۸، زمانی که جانشین هورست زیهوفر شد، و رئیس‌الوزرای بایرن است.

## ترکیب بندی

حوزه‌ها و حوزه‌های انتخاباتی برای انتخابات ایالتی باواریا ۲۰۱۸.

همانند بوندستاگ در سطح فدرال، مجلس ایالتی بایرن از طریق سیستم نمایندگی نسبی-ترکیبی انتخاب می‌شود. تعداد کرسی‌های مجلس ۱۸۰ کرسی است، اما تعداد آن در هر انتخابات ممکن است تغییر کند.
از زمان انتخابات ۲۰۱۸، ایالت بایرن به ۹۱ حوزه انتخاباتی تقسیم شده‌است که هر کدام یک نماینده را با سیستم انتخاب نفر اول برنده در انتخابات به مجلس می‌فرستند. برای دستیابی به یک نتیجه متناسب، ۸۹ کرسی دیگر در لیست‌های احزاب باز در ۷ رگیرونتگ‌بتسیرک یا ناحیه اداری ایالت قرار دارند که قانون اساسی آنها را به عنوان حوزه انتخابیه تعریف کرده‌است. هر حوزه انتخابیه تعداد ثابتی از کرسی‌ها را انتخاب می‌کند. ۸۹ کرسی به گونه‌ای اختصاص داده شده‌است که با احتساب کرسی‌های ۹۱ حوزه، هر حزب به نسبت سهم خود از آرا در حوزه‌های انتخابیه نماینده دارد. در روز انتخابات، مردم به‌طور جداگانه به یک نامزد در حوزه‌های انتخاباتی خود (به نام "رای اول") و به یک نامزد در حوزه انتخابیه خود (به نام "رای دوم") رای می‌دهند.
از انتخابات ۲۰۱۸، کرسی‌های حوزه انتخابیه به شرح زیر است:
| حوزه انتخابیه | حوزه‌های انتخابیه با یک نماینده | کرسی |
| ------------- | ------------------------------ | ---- |
| بایرن سفلی    | ۹                              | ۱۸   |
| فرانکن سفلی   | ۱۰                             | ۱۹   |
| فرانکن وسطی   | ۱۲                             | ۲۴   |
| سوابیا        | ۱۳                             | ۲۶   |
| بایرن علیا    | ۳۱                             | ۶۱   |
| فرانکن علیا   | ۸                              | ۱۶   |
| فالتس بالا    | ۸                              | ۱۶   |
| جمع           | ۹۱                             | ۱۸۰  |

1. ↑  Without overhang and leveling seats